# Mesomele Dysplasie Typ Langer
Die Mesomele Dysplasie Typ Langer ist eine sehr seltene angeborene Skelettdysplasie und gehört zu den Mesomelen Dysplasien. Hauptkennzeichen sind die Hypoplasie von Ulna, Fibula und Unterkiefer. Die Erkrankung kann als schwere Form der Dyschondrosteose Léri Weill angesehen werden.
Synonyme sind: Mesomeler Kleinwuchs Typ Langer; Langer-Syndrom; Homozygote Dyschondrosteose; englisch Langer Mesomelic Dysplasia; LMD; Homozygous Dyschondrosteosis
Die Bezeichnung bezieht sich auf den namensgebenden Autor einer Veröffentlichung aus dem Jahre 1967 durch den US-amerikanischen Radiologen Leonard O. Langer (* 1928).

## Verbreitung
Die Häufigkeit wird mit unter 1 zu 1.000.000 angegeben, bislang wurde über mehr als 100 Betroffene berichtet. Die Vererbung erfolgt pseudoautosomal-rezessiv.

## Ursache
Der Erkrankung liegen Mutationen im SHOX-Gen oder am SHOXY-Gen an der PAR1-Region (Location Xp22.33 oder Yp11.32) zugrunde.
SHOX/PAR1-assoziierte Krankheiten umfassen als schwere Form die Mesomele Dysplasie Typ Langer, die mildere Form Dyschondrosteose Léri Weill, die isolierte Madelung-Deformität, schließlich Idiopathischer (SHOX-bedingter) Kleinwuchs. Die Prävalenz der SHOX/PAR1-Mutationen wird auf 1:1.000 geschätzt.

## Klinische Erscheinungen
Diagnostische Kriterien sind:
- Kurzgliedriger Kleinwuchs, Erwachsenengrösse um 130 cm
- Besondere Verkürzung von Unterarmen und Unterschenkeln, nicht immer mit Madelung-Deformität
- Mikrogenie

Zusätzlich besteht eine Deformierung des Humeruskopfes, des Femurhalses und der Karpalknochen.  Assoziierte Fehlbildungen sind selten.

## Diagnostik
Im Röntgenbild Verkürzung der langen Röhrenknochen, insbesondere Hypoplasie der Ulna distal mit Verbiegung des Radius nach lateral und Hypoplasie der Fibula proximal.
Eine Erfassung im Mutterleib ist nicht-invasiv mittels Genetik, aber auch mittels Feinultraschall möglich.

## Differentialdiagnose
Bereits pränatal ist eine Abgrenzung zum Femur-Fibula-Ulna-Syndrom und zur Mesomelen Dysplasie Typ Reinhardt-Pfeiffer wesentlich, nach der Geburt sind auch andere Formen der Mesomelen Dysplasie abzugrenzen.

## Behandlung
Eine ursächliche Therapie ist nicht bekannt.

## Prognose
Die Lebenserwartung ist normal.